# Brachygrammatella salutaris
Brachygrammatella salutaris är en stekelart som beskrevs av Doutt 1969. Brachygrammatella salutaris ingår i släktet Brachygrammatella och familjen hårstrimsteklar. Inga underarter finns listade.